# Plaza Arquitecto Miguel López
La plaza Arquitecto Miguel López es una plaza de la ciudad española de Alicante. Se encuentra en el barrio de Ensanche-Diputación, en la intersección de las avenidas de Elche, Loring y Óscar Esplá, frente a la Casa Mediterráneo.
En 2011, la plaza fue inaugurada sin asignarle un nombre. En 2013, fue reinaugurada con el nombre del insigne arquitecto alicantino, Miguel López, por la entonces alcaldesa de la ciudad, Sonia Castedo. Aunque ya existía una plaza con este nombre a los pies del monte Benacantil, los vecinos la conocían popularmente como la plaza del Puente. Por ello, el ayuntamiento decidió darle oficialmente ese nombre y otorgarle a la nueva plaza el nombre del arquitecto.
Frente a la plaza se sitúa el antiguo faro del puerto de Alicante.